# Flossenbürg
Flossenbürg – miejscowość i gmina w Niemczech, w kraju związkowym Bawaria, w rejencji Górny Palatynat, w regionie Oberpfalz-Nord, w powiecie Neustadt an der Waldnaab. Leży w Lesie Czeskim, około 12 km na wschód od Neustadt an der Waldnaab, przy granicy z Czechami.
W czasie II wojny światowej istniał tutaj niemiecki obóz koncentracyjny KL Flossenbürg.

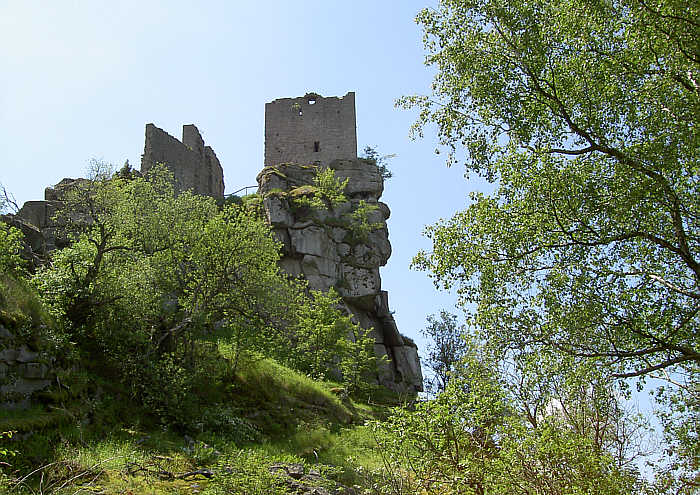
Ruiny zamku Flossenbürg

## Demografia
| Rok  | Liczba mieszk. |
| ---- | -------------- |
| 1970 | 2071           |
| 1987 | 1980           |
| 2000 | 1847           |

## Zabytki i atrakcje
- ruiny zamku Flossenbürg
- budynki obozu koncentracyjnego

## Współpraca
Miejscowość partnerska:
- Wervik, Belgia